# نظام التمحيص

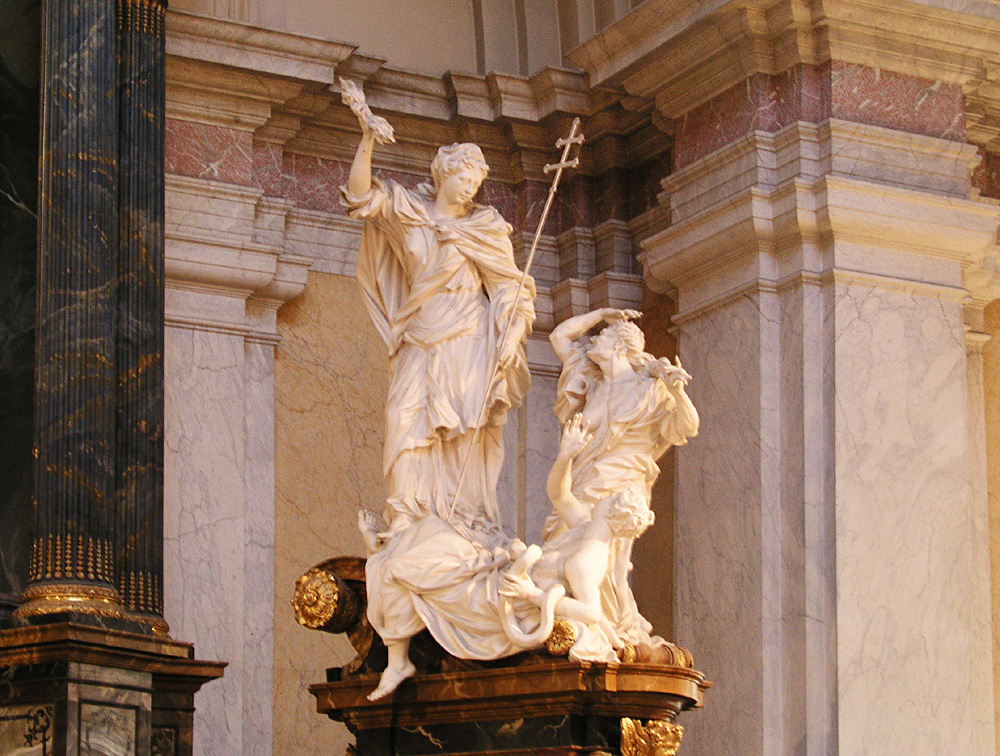

نظام التمحيص (بالإنجليزية: Inquisitorial system)‏ نظام قضائي تضطلع فيه المحكمة بالقيام بالتحقيق وتمحيص وقائع القضية. على عكس نظام المغارمة الذي تتولى فيه المحكمة الفصل في القضية بين الإدعاء والدفاع. وتتولى المحكمة تقصي الأجراءات الجنائية لتحديد سير عملية التحقيقات والمحاكمات.